# William Hayden Wright
Guillermo Hayden Wright (12 de febrero de 1872 - 1949), o más exactamente, William Hayden Wright, fue un jugador de polo estadounidense en los Juegos Olímpicos de París 1900. Formó parte de la selección mexicana de polo que ganó la medalla de bronce, junto a los hermanos Eustaquio, Manuel y Pablo Escandón.
El torneo de polo de ese año contó con cinco equipos compitiendo, la mayoría de nacionalidades mixtas, fueron el Bagatelle Polo Club de París, BLO Polo Club Rugby, Compiégne Polo Club, los eventuales ganadores Foxhunters Hurlingham y el equipo mexicano (el único sin nombre de equipo, pero que suele ser referido por algunas fuentes como "Norteamérica").
A pesar de perder su único partido contra el BLO Polo Club Rugby, quedaron empatados con el Bagatelle Polo Club de París, y como las reglas no estipulaban un desempate por el tercer puesto, ambos se adjudicaron el tercer lugar, sin embargo, su medalla de bronce no se reconoció hasta tiempo después, ya que en aquel entonces los ganadores recibían una medalla de plata en lugar de la actual de oro y era el segundo lugar el que recibía el bronce, pero cuando se establecieron las reglas actuales, se actualizaron los resultados anteriores y se entregaron oficialmente las medallas.
Algunas fuentes especializadas señalan, y de ahí las referencias al nombre Guillermo, que pudo haber nacido en México, de padres estadounidenses, y por ello tendría la nacionalidad mexicana. Sin embargo, el registro oficial de su medalla y la mayoría de las fuentes verificadas lo presentaban como estadounidense.